# 히사야마정
히사야마정(일본어: 久山町 히사야마마치[*])은 일본 후쿠오카현 가스야군에 있는 정이다. 후쿠오카 도시권의 일부이다.

## 지리
후쿠오카현의 중앙부보다 약간 서쪽에 위치하며 후쿠오카시와 인접하고 있지만 거기에 비하면 개발이 그다지 진행되지 않았다. 중심 취락은 정의 남서부에 있는 히사하라 지구에서 북서부에 걸쳐 발달해 있다. 정 동부 일대는 산군 산지의 일부로 대부분이 산림이다.

### 인접한 자치체
- 후쿠오카시(히가시구)
- 고가시
- 미야와카시
- 가스야군 신구정, 가스야정, 사사구리정

## 역사
- 1956년 9월 30일 - 히사하라촌(久原村)과 야마다촌(山田村)이 합병해 히사야마정이 성립하였다. 정명의 유래는 이 두 마을의 머리 글자를 합친 것이다.

## 경찰
- 후쿠오카현 경찰본부 가스야 경찰서(가스야정)